# Imaginary Girl
『Imaginary Girl』（イマジナリー・ガール）は、1999年4月21日に発売されたinfixの14枚目のシングル。

## 内容
約1年3か月ぶりで2人編成となった。表題曲はテレビ東京系アニメ『A.D.POLICE』オープニング・テーマ。

## 収録曲
全曲 作詞：長友仍世　作曲：佐藤晃　編曲：是永巧一・infix　
1. Imaginary Girl
2. JULIA
3. Imaginary Girl（オリジナル・カラオケ）
4. JULIA（オリジナル・カラオケ）